# Roldano Simeoni
Roldano Simeoni, född 21 december 1948 i Civitavecchia, är en italiensk vattenpolospelare som spelade för Associazione Sportiva Nuoto e Canottaggio Civitavecchia och Pro Recco. Han ingick i Italiens landslag vid tre olympiska spel.
Simeoni gjorde fem mål i den olympiska vattenpoloturneringen i München. I matchen mot Jugoslavien gjorde han tre mål. Han tog sedan OS-silver i den olympiska vattenpoloturneringen i Montréal. Hans målsaldo i turneringen var tre mål, varav två gjorde han i matchen mot Iran. Hans tredje framträdande i OS-sammanhang var i den olympiska vattenpoloturneringen i Moskva. Där var målsaldot fyra mål: ett mot Rumänien, ett mot Sverige och två mot Spanien.
Simeoni tog VM-guld i samband med världsmästerskapen i simsport 1978 i Västberlin.
Simeoni ingick i det italienska laget som vann vattenpoloturneringen vid medelhavsspelen 1975.